# Nuevo Orden (nazismo)
El Nuevo Orden (en alemán Neuordnung) de Europa era el orden político que la Alemania nazi quería imponer en las áreas conquistadas bajo su dominio. Fue proclamado públicamente por Adolf Hitler en 1941:

El año 1941 será, estoy convencido, el año histórico de un gran Nuevo Orden Europeo.

Entre otras cosas, implicó la creación de un Estado racial pangermánico estructurado de acuerdo con la ideología nazi, a efectos de garantizar la supremacía de una supuesta raza principal aria-nórdica, la expansión territorial masiva en Europa Central y Oriental a través de su colonización por alemanes étnicos, la aniquilación física de los judíos, eslavos (especialmente polacos y rusos), romaníes ("gitanos"), y otros grupos considerados "indignos de la vida", y el exterminio, expulsión, o esclavitud, de la mayoría de los pueblos eslavos y otros considerados "racialmente inferiores".
Los historiadores todavía están divididos en cuanto a sus objetivos finales, algunos creen que se limitaría a la dominación nazi alemana de Europa, mientras que otros sostienen que fue un trampolín para la eventual conquista mundial y el establecimiento de un gobierno mundial bajo control alemán.

El Führer expresó su convicción inquebrantable de que el Reich será el jefe de toda Europa. Todavía tendremos que participar en muchas peleas, pero las mismas indudablemente conducirán a las victorias más maravillosas. A partir de ahí, el camino hacia la dominación mundial es prácticamente seguro. Quien domine Europa asumirá así el liderazgo del mundo.
Joseph Goebbels, Ministro de Propaganda, 8 de mayo de 1943.

En lo que respecta a la religión, se estableció en el Castillo de Wewelsburg un centro espiritual en torno a las leyendas griálicas, la esvástica y el sol negro. Himmler no lo consideró simplemente como un centro espiritual del Tercer Reich, sino como el centro espiritual del mundo.

## Origen del término

Europa en 1942.

Según el Gobierno nazi, este objetivo fue perseguido por Alemania para asegurar una reorganización justa del territorio en beneficio común de una nueva Europa económicamente integrada que en la terminología nazi significaba el continente de Europa con la exclusión de la "asiática" Unión Soviética. Los puntos de vista raciales nazis consideraban al estado soviético "judeo-bolchevique" como una institución criminal que necesitaba ser destruida, así como un lugar bárbaro ya que aún carecía de una cultura real que le diera un carácter "europeo".
El objetivo real era asegurar un estado de hegemonía de la Alemania nazi en la postguerra continental.

## Trasfondo ideológico

### Doctrina racial
Los nazis afirmaron medir científicamente una estricta jerarquía de la raza humana; se decía que la "raza superior" era la población más pura de la raza aria, que los nazis definieron estrechamente como idéntica a la raza nórdica, seguida de otras subrazas de la raza aria. Los nazis dijeron que como la civilización occidental, que afirmaron que fue creada y mantenida sobre todo por nórdicos, era obviamente superior a otras civilizaciones; los pueblos "nórdicos" eran superiores a todas las razas y por ello, según los nazis, tenían derecho a la dominación mundial. Este concepto es conocido como nordicismo.

### Estrategia geopolítica
Las ideas de Hitler sobre la expansión hacia el este que promulgó en Mein Kampf fueron muy influenciadas durante su encarcelamiento en 1924 por su contacto con su mentor geopolítico Karl Haushofer. Uno de los conceptos geopolíticos primarios de Haushofer fue la necesidad de que Alemania obtuviera el control de Eurasia para que Alemania lograra la dominación mundial.

### Extensión territorial anticipada del imperialismo nazi
En un discurso publicado posteriormente en la Universidad de Erlangen en noviembre de 1930, Hitler explicó a su audiencia que ninguna otra persona tenía más derecho a luchar y lograr el "control" del mundo (Weltherrschaft, es decir, "liderazgo mundial", "gobierno mundial" ) que los alemanes. Se dio cuenta de que este objetivo extremadamente ambicioso nunca podría lograrse sin una enorme cantidad de combates. Hitler había aludido al futuro dominio mundial alemán incluso antes en su carrera política. En una carta escrita por Rudolf Hess a Walter Hewel en 1927, Hess parafrasea la visión de Hitler: "La paz mundial es sin duda un ideal por el que vale la pena luchar; en opinión de Hitler, será realizable solo cuando un poder, el mejor racialmente, haya alcanzado completa y supremacía incontestada. Ese poder puede proporcionar una especie de policía mundial, velando al mismo tiempo porque la raza más valiosa tenga garantizado el espacio vital necesario. Y si no hay otro camino abierto para ellos, las razas inferiores tendrán que restringirse en consecuencia".
Heinrich Himmler discutió las aspiraciones territoriales de Alemania durante su primer discurso de Posen en 1943. Habló sobre los objetivos de las naciones en guerra involucradas en el conflicto y declaró que Alemania estaba luchando por nuevos territorios y un estado de poder global:

La Guerra de los Siete Años trajo la confirmación de Prusia como una gran potencia europea. Esa guerra se prolongó durante siete años para garantizar que la provincia ya conquistada de Silesia fuera parte de Prusia. Esta guerra asegurará que todo lo anexado al Reich alemán, a la Gran Alemania, y luego al Reich germánico en los años posteriores a 1938, siga siendo nuestro. Esta guerra se lleva a cabo para mantener abierto el camino hacia el Este; para que Alemania pueda ser una potencia mundial; fundar el Imperio mundial germánico (Germanisches Weltreich).

## Implementación en Europa
La fase inicial del establecimiento del Nuevo Orden fue:
- Primero, la firma del acuerdo de no agresión germano-soviético el 23 de agosto de 1939 antes de la invasión de Polonia, para asegurar la nueva frontera oriental con la Unión Soviética, evitar el surgimiento de una guerra en dos frentes, y evitar una escasez de materias primas debido a un esperado bloqueo naval británico.
- En segundo lugar, los ataques Blitzkrieg en el norte y el oeste de Europa (Operación Weserübung y la Batalla de Francia, respectivamente) para neutralizar la oposición del oeste. Esto resultó en la conquista de Dinamarca, Noruega, Luxemburgo, Bélgica, los Países Bajos, y Francia, todo lo cual estaba bajo el dominio alemán a principios del verano de 1940.

Si los británicos hubieran sucumbido a Alemania, se habría logrado el reordenamiento político de Europa occidental. No iba a haber una conferencia de paz general de posguerra como la que se celebró en París después de la Primera Guerra Mundial, simplemente negociaciones bilaterales entre Alemania y sus enemigos derrotados. Todas las organizaciones internacionales existentes como la Organización Internacional del Trabajo debían ser desmanteladas o reemplazadas por equivalentes controlados por los alemanes. Según los documentos alemanes capturados, el comandante en jefe del ejército alemán, Walther von Brauchitsch, ordenó que "la población masculina sin discapacidad entre las edades de 17 y 45 años será, a menos que la situación local requiera un fallo excepcional, internada y enviada al continente". Esto representaba alrededor del 25% de la población sobreviviente. El Reino Unido sería saqueado por cualquier cosa de valor financiero, militar, industrial, o cultural, y la población restante sería sujeta al terror. Se tomarían rehenes civiles y se impondría la pena de muerte de inmediata por cualquier acto de resistencia.
La población masculina deportada probablemente habría sido utilizada como mano de obra esclava industrial en áreas del Reich, como ser las fábricas y minas de Ruhr y Alta Silesia. Aunque podrían haber sido tratados con menos brutalidad que los esclavos del Este (a quienes los nazis consideraban como subhumanos, que solo podían trabajar hasta la muerte), las condiciones de trabajo y de vida habrían sido severas.
A fines de febrero de 1943, Otto Bräutigam, del Ministerio del Reich para los Territorios Orientales Ocupados, afirmó que tuvo la oportunidad de leer un informe personal del general Eduard Wagner sobre una discusión con Heinrich Himmler, en la que Himmler había expresado la intención de matar a cerca del 80% de las poblaciones de Francia e Inglaterra con fuerzas especiales de las SS después de la victoria alemana. En un evento no relacionado, Hitler había llamado en una ocasión a las clases bajas inglesas, descendientes de anglosajones, un pueblo germánico, "racialmente inferiores".
Al anexar grandes territorios en el noreste de Francia, Hitler esperaba marginar al país para evitar nuevos desafíos continentales a la hegemonía de Alemania. Del mismo modo, las naciones latinas de Europa occidental y meridional (Portugal, España e Italia), podrían llegar finalmente a un estado de total dependencia y control alemán.

### Establecimiento de un Gran Reich Alemán
Uno de los proyectos nazis más elaborados iniciados en los territorios recién conquistados durante este período de la guerra, fue el establecimiento planificado de un "Gran Reich Germánico de la Nación Alemana" (Grossgermanisches Reich Deutscher Nation). Este futuro imperio consistiría, además de en la Gran Alemania, en todos los pueblos históricamente germánicos (excepto Gran Bretaña), cuyos habitantes eran considerados por los nazis como "arios". La consolidación de estos países como meras provincias del Tercer Reich, de la misma manera en que Austria había sido reducida a "Ostmark", debía llevarse a cabo a través de un proceso de Gleichschaltung (sincronización) rápidamente aplicado. La intención final de esto era erradicar todos los rastros de conciencia nacional en lugar de racial, aunque sus lenguas nativas debían permanecer en existencia.

### Establecimiento de la dominación alemana en el sudeste de Europa
Inmediatamente antes de la invasión alemana de Rusia, Eslovaquia, Hungría, Rumania, Bulgaria, y Serbia (incluida la zona autónoma dominada por Alemania de Banat), ya eran satélites de la Alemania nazi. Montenegro era un satélite de Italia, mientras que Albania había sido invadida por Italia.[cita requerida] Grecia estaba bajo ocupación militar directa alemana-italiana debido al creciente movimiento de resistencia. Aunque técnicamente estaba en la esfera de influencia italiana, Croacia era en realidad un estado títere en condominio de las dos potencias del Eje, con Italia controlando la mitad suroeste y Alemania la mitad noreste. Hitler observó que se podrían establecer bases alemanas permanentes en Belgrado (posiblemente renombradas a Prinz-Eugen-Stadt) y Salónica.

### Conquista delLebensraumen Europa del Este
Adolf Hitler en Mein Kampf argumentó en el capítulo "Orientación oriental o política oriental" que los alemanes necesitaban Lebensraum en el este, y lo describió como un "destino histórico" que nutriría adecuadamente a las futuras generaciones de alemanes. Hitler creía que "la organización de una formación estatal rusa no fue el resultado de las habilidades políticas de los eslavos en Rusia, sino solo un maravilloso ejemplo de la eficacia del elemento alemán en la formación del estado en una raza inferior". Hitler habló el 3 de febrero de 1933 con el personal del ejército y declaró que los problemas de Alemania podrían resolverse mediante "la conquista de un nuevo espacio vital en el este y su despiadada germanización".
La implementación del plan a largo plazo para el Nuevo Orden comenzó el 22 de junio de 1941 con la Operación Barbarroja, la invasión de la URSS. El objetivo de la campaña no era simplemente la destrucción del régimen soviético, que los nazis consideraban ilegítimo y criminal, sino también la reorganización racial de la Rusia europea, descrita para la élite nazi en el Plan General Ost ("Plan General para el Este"). El filósofo del partido nazi Alfred Rosenberg (quien, paradójicamente,, protestó contra la política inhumana mostrada hacia los eslavos) fue el ministro de los Territorios del Este, la persona nominalmente a cargo del proyecto, y Heinrich Himmler, jefe de las SS, fue asignado para implementar el Plan General para el Este que detallaba la esclavitud, la expulsión y el exterminio de los pueblos bálticos y eslavos.
Además, Hitler esperaba convertir a Alemania en una autarquía a prueba de bloqueo total mediante la explotación de los vastos recursos que se encuentran en los territorios soviéticos: Ucrania debía proporcionar grano, aceite vegetal, forraje, mineral de hierro, níquel, manganeso, carbón y molibdeno; Crimea caucho natural, cítricos y algodón; el pescado el Mar Negro y el petróleo crudo del Cáucaso.
En 1942 los regímenes cuasi-coloniales llamados Gobierno General en Polonia, Reichskommissariat Ostland en los estados bálticos y Bielorrusia, y el Reichskommissariat Ukraine en Ucrania habían sido establecidos. Se previeron dos divisiones administrativas más: un Reichskommissariat Moskowien que incluiría el área metropolitana de Moscú y vastas extensiones de la Rusia europea, y un Reichskommissariat Kaukasus en el Cáucaso. Esta política fue acompañada por la aniquilación de toda la población judía (la Solución Final), así como la esclavitud de sus habitantes eslavos, quienes se planeó que se convertirían en trabajadores esclavos en las propiedades para ser otorgados a los soldados de las SS después de la conquista de la Rusia europea. Se esperaba que cada uno de estos "campesinos soldados" de las SS tuviera al menos siete hijos.
Se alentó a las mujeres alemanas a tener tantos hijos como sea posible para poblar los territorios orientales recién adquiridos. Para fomentar esta política de fertilidad, se amplió el programa Lebensborn y se instituyó la condecoración estatal conocida como la Cruz de Honor de Oro de la Madre Alemana, que se otorgó a las mujeres alemanas que tuvieron al menos ocho hijos para el Tercer Reich. También hubo un esfuerzo por parte de Martin Bormann y Himmler para introducir una nueva legislación matrimonial para facilitar el crecimiento de la población, lo que habría permitido a los héroes de guerra condecorados casarse con una esposa adicional.
Rosenberg vio que el objetivo político de la Operación Barbarroja no era simplemente la destrucción del régimen bolchevique, sino la "inversión del dinamismo ruso" hacia el este (Siberia) y la liberación del Reich de la "pesadilla oriental en los siglos venideros" eliminando al estado ruso, independientemente de su ideología política. La existencia continuada de Rusia como un potencial instigador del pan-eslavismo y su sugestivo poder sobre otros pueblos eslavos en la lucha entre "Germandom" y "Slavismo" fue vista como una gran amenaza.

En un memorando enviado a Rosenberg en marzo de 1942, el antropólogo nazi Otto Reche abogó por la desaparición de 'Rusia' como concepto étnico y político, y la promoción de una nueva plétora de etnias basadas en tribus eslavas medievales como los vyatich y los severianos. Incluso la Rutenia Blanca y Ucrania ("en su extensión actual") se consideraban peligrosamente grandes. Heinrich Himmler ya había abogado por una política general hacia Europa del Este en 1940. Un memorándum de alto secreto de 1940 de Himmler titulado "Pensamientos sobre el tratamiento de los pueblos ajenos en el este", expresó que los alemanes debían dividir a tantos grupos étnicos de la Europa ocupada por Alemania como fuera posible, incluyendo ucranianos, bielorrusos, gorals (véase Goralenvolk) y casubios, y ubicar a todas las personas "racialmente valiosas" y asimilarlas en Alemania. El Ministerio del Este respondió que el énfasis de Reche en la pluralidad de grupos étnicos en la Unión Soviética era correcto "en sí mismo", pero se mostró escéptico sobre su propuesta de resucitar nacionalidades oscuras y extintas. Defendió su propuesta argumentando que "[sic] en el área de la etnicidad, ¡mucho ha sido resucitado con éxito!", pero preguntó si los nombres relacionados con las principales ciudades de cada área podrían cumplir este papel. Un memorándum escrito por Erhard Wetzel de la Oficina de Política Racial del NSDAP, de abril de 1942, describía la separación del Reichskommissariat Moskowien en Generalkommissariats muy débiles. El objetivo era socavar la cohesión nacional de los rusos promoviendo la identificación regional; un ruso del Generalkommissariat Gorki debía sentir que era diferente de un ruso en el Generalkommissariat Tula. Además, una fuente de discusión en los círculos nazis fue la sustitución de las letras cirílicas por el alfabeto alemán. En julio de 1944, Himmler ordenó a Ernst Kaltenbrunner, el jefe de RSHA, que comenzara a exportar la fe de los Testigos de Jehová al este ocupado. Himmler consideraba que los Testigos de Jehová eran frugales, trabajadores, honestos y fanáticos en su pacifismo, y que estos rasgos eran extremadamente deseables para las naciones oprimidas en el este.
Una serie de "pautas semánticas" publicadas por el Ministerio del Interior del Reich en 1942 declararon que estaba permitido usar la palabra 'Rusia' solo en referencia al "Imperio de Petersburgo" de Pedro el Grande y su continuación hasta la revolución de 1917. El período comprendido entre 1300 y Pedro el Grande (el Gran Ducado de Moscú y el Tsardom de Rusia) se llamaría el "Estado moscovita", mientras que a Rusia posterior a 1917 no se le debía llamar un imperio o un estado en absoluto; los términos preferidos para este período fueron "caos bolchevique" o "elementos comunistas". Además, expresiones históricas como "Pequeña Rusia" (Ucrania), Rusia Blanca (Bielorrusia/Rutenia Blanca), Mar Ruso (para el Mar Negro) y Rusia Asiática (para Siberia y Asia Central) debían evitarse absolutamente como terminología del "imperialismo moscovita". "Tártaros" fue descrito como un término ruso peyorativo para gente del Volga, Crimea y turcos de Azerbaiyán que era preferible evitar, y que debería ser reemplazado respectivamente con los conceptos de "idel (volga)-uralianos", "turcos crimeanos" y "azerbaiyanos".

### Esfuerzos de reasentamientos
Para 1942, el imperio de Hitler abarcaba gran parte de Europa, pero los territorios anexados carecían de la población deseada por los nazis. Después de que Alemania adquiriese su "Lebensraum", necesitaba poblar estas tierras de acuerdo con la ideología nazi y los principios raciales. Esto debía lograrse antes del final de la guerra mediante un "reordenamiento de las relaciones etnográficas". El paso inicial de este proyecto había sido tomado por Hitler el 7 de octubre de 1939, cuando Himmler fue nombrado comisario del Reich para la consolidación de los dominios alemanes (Reichskommissar für die Festigung deutschen Volkstums) (RKFDV) (véase también Hauptamt Volksdeutsche Mittelstelle, VoMi). Esta posición autorizó a Himmler a repatriar a los alemanes étnicos (Volksdeutsche) viviendo en el extranjero a la Polonia ocupada. La jurisdicción de Himmler como guardián de los esfuerzos de reasentamiento del "Volksdeutsche" se aumentó a otros territorios ocupados para ser germanizados a medida que la guerra continuaba. Para dar cabida a los colonos alemanes, cientos de miles de polacos y franceses que vivían en esas tierras fueron transferidos a través de las fronteras. La gran mayoría de los "Volksdeutsche" de Himmler fueron adquiridos de la esfera de interés soviética bajo el tratado de "intercambio de población" germano-soviético.
A fines de 1942, un total de 629,000 Volksdeutsche habían sido reubicados, y los preparativos para la transferencia de otros 393,000 estaban en marcha. El objetivo a largo plazo del VoMi era el reasentamiento de otros 5,4 millones de Volksdeutsche, principalmente de Transilvania, Banat, Francia, Hungría y Rumania. Los inmigrantes fueron clasificados como poco confiables racial o políticamente (asentados en Altreich), de alta calidad (asentados en los territorios orientales anexos) o adecuados para campos de tránsito. Himmler encontró dificultades considerables con el Volksdeutsche de Francia y Luxemburgo, que a menudo deseaban conservar su antigua condición de ciudadanos de sus respectivos países.
| Territorio de origen      | Total     | Reasentamiento en territorios anexados del Este         |
| ------------------------- | --------- | ------------------------------------------------------- |
| Estonia y Letonia         | 76,895    | 57,249                                                  |
| Lituania                  | 51,076    | 30,315                                                  |
| Volhynia, Galitzia, Narev | 136,958   | 109,482                                                 |
| Gobierno General del Este | 32,960    | 25,956                                                  |
| Besarabia                 | 93,342    | 89,201                                                  |
| Norte de Bucovina         | 43,670    | 24,203                                                  |
| Sur de Bucovina           | 52,149    | 40,804                                                  |
| Dobruja                   | 15,454    | 11,812                                                  |
| Rumanía, Regat            | 10,115    | 1,129                                                   |
| Gottschee y Ljubljana     | 15,008    | 13,143                                                  |
| Bulgaria                  | 1,945     | 226                                                     |
| Serbia                    | 2,900     | 350                                                     |
| Rusia                     | 350,000   | 177,146                                                 |
| Grecia                    | 250       |                                                         |
| Bosnia                    | 18,437    | 3,698                                                   |
| Eslovaquia                | 98        |                                                         |
| Tirol del Sur             | 88,630    | Reich, Protectorado, Luxemburgo: 68,162                 |
| Francia                   | 19,226    | Alsacia, Lorena, Luxemburgo, Reich, Protectorado: 9,572 |
| Total                     | 1,009,113 | 662,448                                                 |

## Planes para otras partes del mundo fuera de Europa

### Planes para un dominio colonial africano
Los pensamientos geopolíticos de Hitler sobre África siempre ocuparon una posición secundaria a sus objetivos expansionistas en la propia Europa. Sus anuncios públicos antes del estallido de la guerra de que las antiguas colonias de Alemania fueran devueltas a él sirvieron principalmente como moneda de cambio para promover objetivos territoriales en Europa. No obstante, se esperaba que África cayera bajo el control alemán de una forma u otra después de que Alemania lograra la supremacía sobre su propio continente.
Las intenciones generales de Hitler para la futura organización de África dividieron el continente en tres en general. El tercio norte se asignaría a su aliado italiano, mientras que la parte central quedaría bajo el dominio alemán. El resto del sector sur estaría controlado por un estado afrikáner pronazi construido por motivos raciales. A principios de 1940, el ministro de Asuntos Exteriores, Ribbentrop, se había comunicado con los líderes sudafricanos que simpatizaban con la causa nazi, informándoles que Alemania debía reclamar su antigua colonia del África sudoccidental alemana, entonces bajo mandato de la Unión de Sudáfrica. Sudáfrica debía ser compensada por las adquisiciones territoriales de los protectorados británicos de Suazilandia, Basutolandia y Bechuanalandia y la colonia de Rodesia del Sur.
En 1940, el personal general de la Kriegsmarine (armada) produjo un plan mucho más detallado acompañado de un mapa que mostraba un imperio colonial alemán propuesto delineado en azul (el color tradicional utilizado en la cartografía alemana para indicar la esfera de influencia alemana en oposición al rojo o rosa que representaba al Imperio Británico) en África subsahariana, que se extendía desde el Océano Atlántico hasta el Océano Índico.
El área incluía todos los territorios coloniales alemanes anteriores a 1914 en África, así como partes adicionales de las posesiones coloniales francesas, belgas y británicas en África. Estos incluyeron los congos franceses y belgas, el norte y el sur de Rodesia , Nyasalandia, el sur de Kenia con Nairobi (el norte de Kenia se entregaría a Italia), Uganda, Gabón, Ubangui-Chari, Nigeria, Dahomey , Costa de Oro, Zanzíbar, casi todo Níger y Chad, así como las bases navales de Dakar y Bathurst.

### División de Asia entre los poderes del Eje

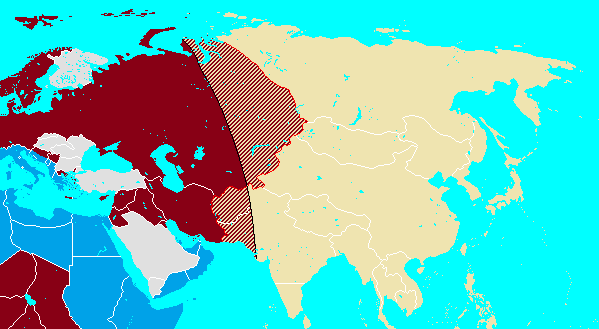
Reparto de Asia entre las fuerzas del Eje. Rojo oscuro Alemania, azul Italia y amarillo claro Japón.

En 1942, tuvo lugar una conferencia diplomática secreta entre la Alemania nazi y el Imperio japonés en la cual acordaron dividir Asia con una línea que seguía por el río Yeniséi hasta la frontera de China y luego a lo largo de la frontera de China y la Unión Soviética, las fronteras norte y oeste de Afganistán y la frontera entre Irán y la India británica (que incluye lo que actualmente es Paquistán). Este tratado, cuyo borrador fue presentado a los alemanes por el embajador Hiroshi Ōshima, fue rechazado por el Ministerio de Asuntos Exteriores alemán y la Armada, ya que asignó India a Japón y limitaba las operaciones de la Kriegsmarine en el Océano Índico. Hitler, sin embargo, encontró el tratado aceptable, lo que llevó a su firma el 18 de enero de 1942.
El tratado resultó ser perjudicial para la cooperación estratégica del Eje en el Océano Índico, ya que cruzar la línea fronteriza requirió una tediosa consulta previa. Esto hizo imposible cualquier ofensiva conjunta germano-japonesa contra posiciones británicas en Oriente Medio. Las operaciones japonesas contra las líneas navieras aliadas durante la incursión en el Océano Índico habían sido muy exitosas junto con el ataque contra Ceilán, pero no fueron seguidas debido a la inexistente cooperación estratégica germano-japonesa. Los alemanes mantenían vigorosamente la vigilancia en la línea de demarcación, y se opusieron a cualquier incursión japonesa en la "esfera alemana" del mundo dividido por el Eje. Por lo tanto, los japoneses se vieron obligados a cancelar un ataque masivo planeado contra Madagascar, ya que la isla había sido delegada a Alemania en el tratado.

### Concesión de Oceanía a Japón
Las antiguas posesiones coloniales de Alemania en el Pacífico (Nueva Guinea alemana y Samoa alemana), que habían sido asignadas a Japón después de la Primera Guerra Mundial como mandatos de clase C según el Tratado de Versalles, debían venderse a Japón (tanto la Alemania de Weimar como la Nazi nunca renunció a las pretensiones de sus territorios coloniales de antes de la guerra) al menos temporalmente en interés del Pacto Tripartito, su alianza con ese país. Australia y Nueva Zelanda fueron designados como futuros territorios japoneses, aunque Hitler se lamentó por su creencia de que la raza blanca desaparecería de esas regiones. No obstante, dejó en claro a sus funcionarios que "los descendientes de los convictos en Australia" no eran asunto de Alemania y que sus tierras serían colonizadas por colonos japoneses en el futuro inmediato, una opinión también compartida por Joseph Goebbels, quien expresó su convicción en su diario de que los japoneses siempre habían deseado "el quinto continente" con fines de emigración.

### Oriente Medio y Asia Central
Después de la caída prevista de la Unión Soviética, Hitler planeó intensificar la guerra en el Mediterráneo. El Alto Mando de la Wehrmacht produjo estudios sobre un ataque contra el Canal de Suez a través de Turquía, una ofensiva hacia Bagdad-Basora desde el Cáucaso (la mayoría de la cual ya estaba bajo ocupación alemana como resultado de la Fall Blau) en apoyo de nacionalistas árabes rebeldes y operaciones en Afganistán e Irán dirigidas contra India británica. Hitler no imaginó la colonización alemana de la región, y era más probable que permitiera el dominio italiano al menos sobre el Levante de Oriente Medio. Los judíos de Medio Oriente debían ser asesinados, como Hitler había prometido al Gran Mufti de Jerusalén en noviembre de 1941.
Hitler favoreció a Turquía como un aliado potencial debido a su importante ubicación estratégica en los límites de Europa, Asia y África, así como a su extensa historia como un estado hostil contra el Imperio ruso y la posterior Unión Soviética. Para asegurar que Alemania quisiera trabajar con ellos a largo plazo, a los turcos se les garantizó un estatus igual en el orden dominado por los alemanes, y se les prometieron varios territorios que podrían desear por razones de seguridad. Estos abarcaron Edirne (Adrianople) y una expansión de las fronteras turcas a expensas de Grecia, la creación de estados intermedios en el Cáucaso bajo influencia turca, una revisión de la frontera turco-siria (el Ferrocarril de Bagdad y el Estado de Alepo) y la frontera turco-iraquí (región de Mosul), así como un acuerdo de "la cuestión Egeo" para proporcionar a Turquía una protección adecuada contra las invasiones de Italia. El Mar Negro (que Hitler ridiculizó como "un simple estanque de ranas") también debía concederse a Turquía como parte de su esfera de influencia, ya que esto negaría la necesidad de estacionar una armada alemana en la región para reemplazar a la flota soviética del Mar Negro. Crimea (tentativamente apodado Gotenland por los nazis) debía ser fortificada para asegurar la posesión permanente alemana de la península, y el Mar Negro explotado como un recurso "ilimitado" de mariscos.
El Irán ocupado por los aliados también sería arrastrado al campo del Eje, posiblemente por medio de un levantamiento. La posibilidad de Irán como bastión antisoviético ya se consideró en la década de 1930, y coincidió con la declaración de Hitler de Irán como un "estado ario" (el nombre "Irán" 'literalmente significa "patria de los arios" en persa). El cambio del nombre de Persia a Irán en 1935 fue realizado por el Shah a sugerencia del embajador alemán en Irán como un acto de "solidaridad aria". Sin embargo, los iraníes siempre habían llamado a su país "Irán", un nombre que precedió al surgimiento de la Alemania nazi en más de mil años. En vísperas de la Segunda Guerra Mundial, Alemania ya era el socio comercial más importante de Irán, seguido de la Unión Soviética, el Reino Unido y los Estados Unidos.
Durante las maniobras diplomáticas previas a la guerra, la Oficina de Asuntos Exteriores del Partido Nazi tuvo un especial interés por Afganistán, creyendo que el Imperio Alemán había fracasado a la hora de explotar al país diplomáticamente durante la Primera Guerra Mundial a pesar de la Expedición Niedermayer-Hentig. El objetivo era asegurar que el país permaneciera neutral durante un posible conflicto germano-británico, e incluso usarlo militarmente contra la India británica o la Rusia soviética. A pesar de las buenas relaciones de la Oficina de Asuntos Exteriores del Partido Nazi con el gobierno afgano, la Oficina de Asuntos Exteriores bajo Ribbentrop favoreció el derrocamiento del gobierno de entonces y la restauración del gobierno de Amanulá Khan, que había estado viviendo en el exilio desde 1929. Hitler finalmente vino a apoyar la oficina de Rosenberg en este tema. Después del armisticio germano-francés de 1940, el gobierno de Kabul intentó cuestionar a Berlín sobre los planes alemanes sobre el futuro de Afganistán. De especial interés fueron las fronteras del país de la posguerra: el gobierno afgano esperaba ver la liberación de 15 millones de pastunes étnicos que vivían en la India británica y la seguridad de la frontera norte de la India para que fuera posible una expansión hacia el Océano Índico (véase Pastunistán). A medida que las conversaciones del Eje Nazi-Soviético de octubre a noviembre estaban en marcha (y la posible expansión de la esfera de influencia soviética en el centro-sur de Asia e India estaba sobre la mesa), Berlín se mostró reacio a ofrecer ofertas vinculantes a Kabul.
El Tercer Estado Saudí bajo Ibn Saud fue considerado como un aliado natural, y se le otorgaron concesiones territoriales en el sudoeste de Arabia y Transjordania. También, se discutió un Gran Unión Arábica satélite para la postguerra.
Aunque inicialmente tenía la intención de conceder el control de Italia sobre la región, después de que ese país hubiera desertado al campo aliado en 1943, Hitler llegó a considerar a los países islámicos y al movimiento panárabe cada vez más como el aliado natural de la Alemania nacionalsocialista, en oposición al italianos "traicioneros". El 17 de febrero de 1945  explico a su séquito que lamentaba que el Pacto de Acero con Italia le había impedido seguir una política más revolucionaria hacia el mundo árabe, lo que también le habría permitido que saliesen las esferas de influencia británica y francesa en la zona:

En la naturaleza de las cosas, este territorio se estaba convirtiendo en una reserva italiana y fue como tal que el Duce lo reclamó. Si hubiéramos estado solos, podríamos haber emancipado a los países musulmanes dominados por Francia; y eso habría tenido enormes repercusiones en el Cercano Oriente, dominado por Gran Bretaña, y en Egipto. Pero con nuestras fortunas ligadas a las de los italianos, la búsqueda de tal política no fue posible. Todo el Islam vibró ante las noticias de nuestras victorias. Los egipcios, los iraquíes y todo el Cercano Oriente estaban listos para levantarse en una revuelta. ¡Solo piense en lo que podríamos haber hecho para ayudarlos, incluso para incitarlos, como hubiera sido nuestro deber y nuestro propio interés! Pero la presencia de los italianos a nuestro lado nos paralizó; creó una sensación de malestar entre nuestros amigos islámicos, quienes inevitablemente vieron en nosotros cómplices, dispuestos o no, de sus opresores.

### Planes de Hitler para la India
Las opiniones de Hitler sobre la India eran despectivas. Consideraba el dominio colonial británico del subcontinente como ejemplar y pretendía que el gobierno alemán en el Este ocupado se pareciera a él. Hitler pensó poco en el movimiento de independencia indio, declarando a los luchadores por la libertad como "malabaristas asiáticos" racialmente inferiores. En 1930 habló del movimiento de liberación indio como la rebelión de "la raza india inferior contra la raza superior inglesa nórdica", y que los británicos eran libres de tratar a los activistas subversivos indios como quisieran. En 1937 le dijo al Secretario de Asuntos Exteriores británico lord Halifax que los británicos deberían "disparar a Gandhi, y si esto no es suficiente para reducirlos a la sumisión, disparar a una docena de miembros destacados del Congreso, y si eso no es suficiente, disparar 200, y así sucesivamente, cuando dejas en claro que te refieres a los negocios". Durante la misma discusión, Hitler le dijo a Halifax que una de sus películas favoritas era «Las vidas de un lancero de Bengala» porque representaba a un puñado de británicos de "raza superior" que dominaban todo un continente.
El ideólogo nazi Alfred Rosenberg declaró que aunque la cultura védica era de origen ario, cualquier sangre nórdica se había perdido hace mucho tiempo debido a la mezcla racial. Al igual que Hitler, consideraba deseable el dominio británico en la India.
Asit Krishna Mukherji, con el apoyo del consulado alemán, publicó "El Nuevo Mercurio", una revista nacionalsocialista y fue alabado por el Barón von Selzam en un "comunicado a todas las legaciones alemanas en el Lejano Oriente" indicando "que nadie había prestado servicios al Tercer Reich en Asia comparables a los de Sir Asit Krishna Mukherji". Savitri Devi, quien más tarde se casaría con él, compartió sus creencias "en el renacimiento pan-ario de la India", así como en nacionalismo hindú, y una vez que comenzó la Segunda Guerra Mundial, ambos "emprendieron un trabajo de guerra clandestino en nombre de los poderes del Eje en Calcuta".
Durante los primeros años de la guerra en Europa, cuando Hitler buscó llegar a un acuerdo con los británicos, sostuvo la idea de que India debería permanecer bajo el control británico después de la guerra, ya que en su opinión, la única alternativa era una ocupación soviética del subcontinente. Como los británicos rechazaron las ofertas de paz alemanas, Hitler ordenó el 17 de febrero de 1941 preparar un estudio militar para una operación posterior a Barbarroja en Afganistán contra India. El objetivo de esta operación no era tanto conquistar el subcontinente, sino amenazar las posiciones militares británicas allí para obligar a los británicos a llegar a un acuerdo. Una semana después la operación de Afganistán fue objeto de una discusión entre el líder de personal del ejército Franz Halder, el Oberbefehlshaber des Heeres Walter von Brauchitsch y el jefe de la Operationsabteilung OKH Adolf Heusinger. En una evaluación realizada el 7 de abril de 1941, Halder estimó que la operación requeriría 17 divisiones y un regimiento separado. Se creó una Oficina Especial para la India con estos objetivos en mente.
El revolucionario indio Subhas Chandra Bose escapó de la India el 17 de enero de 1941 y llegó a Berlín vía Moscú. Allí propuso organizar un gobierno indio nacional en el exilio y urgió al Eje a declarar su apoyo para la causa india. Finalmente logró estos compromisos de Japón después de la Caída de Singapur y más tarde también de Italia, pero los alemanes se negaron. Bose recibió una audiencia con Benito Mussolini, pero Hitler inicialmente se negó a verlo, aunque sí tuvo acceso a Joachim von Ribbentrop después de mucha dificultad. El Ministerio de Relaciones Exteriores alemán se mostró escéptico ante cualquier esfuerzo de este tipo, ya que el objetivo alemán era utilizar Bose para propaganda y actividad subversiva, especialmente siguiendo el modelo del golpe de Estado pro-Eje de 1941 en Irak. Estas medidas de propaganda incluyeron transmisiones de radio anti-Raj y el reclutamiento de prisioneros de guerra indios para la "Legión India Libre". Bose finalmente se reunió con Hitler el 29 de mayo de 1942. Durante la discusión, que consistió principalmente en un monólogo de Hitler a Bose, Hitler expresó su escepticismo por la preparación de la India para una rebelión contra el Raj, y sus temores de una toma de la India por parte de los soviéticos. Dijo que si Alemania tenía que hacer algo con respecto a la India, primero tendría que conquistar Rusia, ya que el camino a la India solo podía lograrse a través de ese país, aunque prometió apoyar financieramente a Bose y ayudarle a trasladarse al Lejano Oriente. Más tarde, Bose describió el encuentro al afirmar que era imposible involucrar a Hitler en una discusión política seria.
El 18 de enero de 1942, se decidió que el subcontinente indio se dividiría entre los poderes del Eje. Alemania tomaría la parte de la India británica que corresponde aproximadamente a la parte occidental del actual Pakistán, mientras que el resto de la India británica, junto con Afganistán, se marcó para Japón.

### Planes de Hitler para Norteamérica
Antes de completar la esperada conquista alemana de Europa, el liderazgo nazi esperaba mantener a Estados Unidos fuera de la guerra. > En una entrevista con «Life» en la primavera de 1941, Hitler declaró que una invasión alemana del hemisferio occidental sería tan fantástica como una invasión de la luna, y dijo que estaba convencido de que la idea estaba siendo promovida por hombres que erróneamente pensaban que la guerra sería buena para los negocios.
Movimientos pronazis de los EE. UU. como los Amigos de la Nueva Alemania (Friends of the New Germany) y el Bund Alemán-Estadounidense (German-American Bund) no jugaron ningún rol en los planes de Hitler para el país y no recibieron apoyo financiero o verbal de Alemania después de 1935. Sin embargo, ciertos grupos de defensa de los nativos americanos, como la Federación de Indios Americanos de tendencia fascista, debían ser utilizados para socavar a la administración Roosevelt desde adentro por medio de propaganda. Informes ficticios sobre Berlín declarando a los sioux como arios fueron distribuidos por el Bund Alemán-Estadounidense con el objetivo de aumentar las tensiones entre los nativos americanos y el gobierno de los Estados Unidos, impulsando a los nativos americanos a resistirse a ser inscritos o registrados por la Oficina de Asuntos Indígenas; John Collier, comisionado de Asuntos Indígenas, informó de tales rumores al Congreso como ciertos, por lo que no solo los difundió más, sino que también los legitimó a los ojos de muchos. Cuando era niño, Hitler había sido un lector entusiasta de los libros del oeste de Karl May y le dijo a Albert Speer que aún recurría a ellos en busca de inspiración siendo adulto cuando estaba en una situación difícil.
Aproximadamente nueve meses antes de que Estados Unidos se uniera a los Aliados, el presidente de los Estados Unidos Franklin D. Roosevelt hizo una referencia al Nuevo Orden en un discurso que pronunció el 15 de marzo de 1941, reconociendo la hostilidad de Hitler hacia Estados Unidos y el potencial destructivo que representaba, de cual era muy consciente:

Las fuerzas nazis no buscan meras modificaciones en los mapas coloniales o en las fronteras europeas menores. Buscan abiertamente la destrucción de todos sistemas electivos de gobierno en todos los continentes, incluido el nuestro. Buscan establecer sistemas de gobierno basados en la reglamentación de todos los seres humanos por un puñado de gobernantes individuales que toman el poder por la fuerza.

Sí, estos hombres y sus seguidores hipnotizados llaman a esto un "Nuevo Orden". No es nuevo y no es orden. Porque el orden entre las naciones presupone algo duradero, algún sistema de justicia bajo el cual los individuos durante un largo período de tiempo estén dispuestos a vivir. La humanidad nunca aceptará permanentemente un sistema impuesto por la conquista y basado en la esclavitud. Estos tiranos modernos consideran necesario para sus planes eliminar todas las democracias: eliminarlas una por una. Las naciones de Europa, y de hecho nosotros mismos, no apreciamos ese propósito. Lo hacemos ahora.

Hitler despreciaba a la sociedad estadounidense, afirmando que los Estados Unidos (a los que siempre se refirió como la "Unión Americana") estaban "mitad judaizados y la otra mitad ennegrecidos" y que "en la medida en que hay personas decentes en Estados Unidos, todas son de origen alemán". En 1928 había sostenido que la Alemania nacionalsocialista debía prepararse para la lucha final contra Estados Unidos por la hegemonía. A mediados de finales de 1941, cuando Hitler se volvió demasiado confiado en una victoria del Eje en Europa contra el Reino Unido y la Unión Soviética, comenzó a planear una enorme extensión de la Kriegsmarine, que incluía 25 acorazados, 8 portaaviones, 50 cruceros, 400 submarinos y 150 destructores, muy superior a la expansión naval que ya se había decidido en el Plan Z de 1939. El historiador Gerhard L. Weinberg declaró que esta súper flota estaba destinada contra el hemisferio occidental. Hitler también consideró la ocupación de las Azores portuguesas, Cabo Verde y Madeira y las islas Canarias españolas para negarles a los británicos un escenario para acciones militares contra la Europa controlada por los nazis, y también para ganar bases navales atlánticas y aeródromos militares para operaciones contra América del Norte. Hitler deseaba usar las islas para "desplegar bombarderos de largo alcance contra ciudades estadounidenses desde las Azores", a través de un plan que realmente llegó a los escritorios de la oficina de RLM de Hermann Göring en la primavera de 1942 para el diseño de dicho avión. En julio de 1941, Hitler se acercó al embajador japonés Ōshima con una oferta para librar una lucha conjunta contra EE. UU. El propio programa de diseño de aeronaves del Proyecto Z de Japón fue una forma posible de lograr ese objetivo, todo durante el período de tiempo en que el propio Cuerpo Aéreo del Ejército de los Estados Unidos, el 11 de abril de 1941, propuso por primera vez el diseño de aeronaves para el mismo tipo de misiones contra las fuerzas del Eje, el Northrop XB-35 y el Convair B-36, para volar directamente desde suelo norteamericano para atacar a la Alemania nazi.
En esta batalla final por la dominación mundial, Hitler esperaba que los británicos derrotados finalmente apoyaran a las fuerzas del Eje con su poderosa armada. Afirmó que "Inglaterra y Estados Unidos algún día tendrán una guerra entre ellos, que se librará con el mayor odio imaginable. Uno de los dos países tendrá que desaparecer". y "ya no estaré allí para verlo, pero me alegro en nombre del pueblo alemán por la idea de que algún día veremos a Inglaterra y Alemania marchando juntas contra Estados Unidos".
Sin embargo, la conquista física real de los Estados Unidos era poco probable y la disposición futura de los territorios de los Estados Unidos permaneció nublada en la mente de Hitler. Percibió que la batalla anticipada con ese país, al menos bajo su propio gobierno, era una especie de "batalla de los continentes", posiblemente en la línea del pensamiento estadounidense contemporáneo de entonces, como el texto de apertura de la segunda película de la serie «Por qué luchamos» («Why We Fight»), dirigido por Frank Capra, que ilustra un punto de vista estadounidense de lo que Hitler podría haber pensado sobre estos asuntos mientras veía a las multitudes en el mitin de Núremberg de 1934 —con un Viejo Mundo dominado por los nazis que lucha por el dominio global contra el Nuevo Mundo, en el que Alemania lograría el "liderazgo" del mundo en lugar de establecer un control directo sobre él.
Canadá apareció bastante poco en las concepciones nazis del mundo de posguerra. Debido a que los objetivos políticos de Hitler se centraron principalmente en Europa del Este antes y durante la guerra, en contraste con sus propias opiniones hacia los Estados Unidos de 1928 en su volumen inédito, Zweites Buch—Hitler consideraba que Estados Unidos era un factor político insignificante en el mundo, mientras que Canadá le interesaba aún menos. Políticamente agrupó al país junto con los Estados Unidos en una América del Norte dominada por los Estados Unidos, y la consideró igualmente "materialista, racialmente bastarda y decadente" como su vecino del sur. En 1942, cuando expresó su temor a un colapso inminente del Imperio Británico que prefería que permaneciese intacto, Hitler creyó que Estados Unidos se apoderaría y anexaría Canadá a la primera oportunidad, y que los canadienses rápidamente darían la bienvenida a tal movimiento.
Esta falta de dirección política desde arriba implicaba que los políticos nazis preocupados por representar los intereses y las relaciones de Alemania con Canadá tenían que recurrir a una línea política improvisada que creían que estaba de acuerdo con los deseos de Hitler. El país se destacó por su abundancia de recursos naturales, y debido a su gran tamaño geográfico junto con una baja densidad de población se caracterizó como "un país sin gente", en contraste con Alemania, que se consideraba "un pueblo sin espacio". En su relato de 1934 sobre Canadá, «Entre Estados Unidos y el Polo Norte» («Zwischen USA und dem Pol»), el periodista alemán Colin Ross describió a la sociedad canadiense como artificial porque estaba compuesta de muchas partes diferentes que no estaban unidas por sangre o tradiciones de larga data (destacando las diferencias entre los canadienses francófonos y anglosajones en particular), y que por esta razón no se podía hablar de una nación canadiense o Volk. Como resultado, el sistema político del país también se consideraba mecánico y no orgánico, y que Ottawa no constituía "el corazón de la nación". Debido a estos dos factores, los canadienses fueron considerados incapaces de comprender la "verdadera cultura", y la inmigración alemana en Canadá fue considerada un error porque se verían obligados a vivir en una "civilización vacía".

### Planes para la dominación económica de Sudamérica
Ni Hitler ni ningún otro líder nazi importante mostró mucho interés hacia América del Sur, excepto como un ejemplo de advertencia de "mezcla racial". La NSDAP/AO 
estuvo activa en varios países de Sudamérica (notablemente entre alemanes brasileños y alemanes argentinos) y las relaciones comerciales entre Alemania y los países sudamericanos se consideraron de gran importancia. Durante 1933-1941, el objetivo nazi en América del Sur era lograr la hegemonía económica mediante la expansión del comercio a expensas de las potencias occidentales. Hitler también creía que la Europa dominada por los alemanes desplazaría a los Estados Unidos como el principal socio comercial del continente. Las esperanzas nazis a largo plazo para la penetración política de la región se depositaron en los movimientos fascistas locales, como los integralistas en Brasil y los nacionalistas de derecha en Argentina, combinados con la activación política de las comunidades de inmigrantes alemanes. Hitler también tenía la esperanza de ver a los inmigrantes alemanes "regresar" del hemisferio occidental para colonizar el Este conquistado. A pesar de sospechar ocasionalmente de que los alemanes sudamericanos adoptaran una "actitud del sur hacia la vida", los principales nazis creían que su experiencia trabajando en áreas subdesarrolladas los convertiría en colonos ideales para los territorios orientales anexados.
El 27 de octubre de 1941, Roosevelt declaró en un discurso "Tengo en mi poder un mapa secreto, hecho en Alemania por el gobierno de Hitler, por los planificadores del nuevo orden mundial. Es un mapa de América del Sur y parte de América Central como Hitler propone organizarlas" en cinco países bajo dominación alemana. El discurso sorprendió tanto a Estados Unidos como a Alemania; este último afirmó que el mapa era una falsificación. Si bien la Coordinación de Seguridad Britática (British Security Coordination) falsificó el mapa y organizó el descubrimiento por parte de FBI, probablemente se basó en parte en un mapa público real de cambios de límites que los agentes alemanes utilizaron para persuadir a los países sudamericanos para unirse al Nuevo Orden.

## Futura guerra contra Asia
A pesar de buscar una alianza basada en la Realpolitik con el Japón imperial en la batalla contra las "plutocracias occidentales" y el bolchevismo soviético, los líderes nazis consideraron esta cooperación como temporal. La ideología racial del nazismo predijo que el destino de la civilización humana dependía del triunfo final de los pueblos germano-nórdicos, y de hecho el populoso continente asiático fue visto como la mayor amenaza para la hegemonía de la raza blanca. Los japoneses se caracterizaron por ser 'portadores de cultura', lo que significa que podían hacer uso de los logros tecnológicos y civilizacionales de la raza aria y, al hacerlo, mantener una sociedad avanzada, pero no podían realmente crear 'cultura' ellos mismos. Gerhard Weinberg afirma que la evidencia histórica apunta a la conclusión de que Hitler, como había hecho con los soviéticos en el período 1939-1941, empleó una táctica de conceder a los japoneses lo que quisieran hasta que pudieran ser derrotados en una guerra posterior. A principios de 1942, se cita a Hitler diciéndole a Ribbentrop: "Tenemos que pensar en términos de siglos. Tarde o temprano tendrá que haber un enfrentamiento entre las razas blanca y amarilla".
En julio de 1941, cuando se establecieron los planes para las operaciones militares posteriores a Barbarroja, el comando naval de alto nivel de la Wehrmacht, el Oberkommando der Marine no estaba listo para excluir la posibilidad de una guerra entre Alemania y Japón. En 1942, el funcionario del NSDAP, Erhard Wetzel (Ministerio del Reich para los Territorios Orientales Ocupados) predijo que "la autodeterminación de los pueblos asiáticos numéricamente fuertes después de esta guerra" desafiaría a la Europa controlada por los alemanes con la instigación japonesa, y afirmó que "una Gran Asia y una India independiente son formaciones que disponen de cientos de millones de habitantes. Una potencia mundial alemana con 80 u 85 millones de alemanes en contraste es numéricamente demasiado débil". Wetzel reflexionó sobre las opciones de Alemania sobre las políticas de población en la Rusia ocupada: si los rusos se limitaran a tener el menor número posible de hijos en interés de la colonización alemana, esto "debilitaría aún más a la raza blanca en vista de los peligros de Asia".
Como los japoneses estaban conquistando un territorio colonial europeo tras otro en Asia y Oceanía, y aparentemente a punto de apoderarse también de Australia y Nueva Zelanda, Hitler creía además que la raza blanca desaparecería por completo de estas regiones, lo que él vio como un punto de inflexión en la Historia. Sin embargo, se sintió aliviado de que Japón hubiera entrado en la guerra del lado de Alemania, ya que había esperado utilizar ese país como un contrapeso estratégico contra Estados Unidos, pero también porque la hegemonía japonesa en el este de Asia y el Pacífico garantizaría la seguridad de ambos países contra otros poderes. Mirando hacia el futuro, comentó que "hay una cosa que Japón y Alemania tienen en común; ambos necesitamos de cincuenta a cien años para propósitos de digestión: nosotros para Rusia, ellos para el Lejano Oriente".
Durante su discurso en una reunión de las SS en Posen el 4 de octubre de 1943, Heinrich Himmler comentó sobre los futuros conflictos entre la Europa controlada por los nazis y Asia:

Nosotros crearemos las condiciones necesarias para que todo el pueblo germánico y toda Europa, controlada, ordenada y liderada por nosotros, el pueblo germánico, sea capaz, en generaciones, de resistir la prueba en sus batallas del destino contra Asia, que ciertamente estallarán otra vez. Entonces, cuando la masa de la humanidad de un a un y medio [miles de millones] se alinee contra nosotros, el pueblo germánico, en número, espero, de 250 a 300 millones, y los otros pueblos europeos, haciendo un total de 600 a 700 millones - un área avanzada que se extiende hasta los Urales o, en cien años, más allá de los Urales- deben resistir la prueba en su lucha vital contra Asia. Sería un mal día si el pueblo germánico no sobreviviera. Sería el fin de la belleza y de la Kultur, del poder creativo en esta tierra. Ese es el futuro distante. Es por eso que estamos luchando, comprometidos a transmitir la herencia de nuestros antepasados.

Himmler abordó esta visión apocalíptica en un discurso anterior dado a los generales de las SS en la Universidad de Járkov, Ucrania, en abril de 1943. Primero habló sobre la necesidad de la guerra contra los soviéticos y los judíos:

Estos enfrentamientos son la única posibilidad evolutiva que nos permitirá algún día, ahora que el Destino nos ha dado al führer Adolf Hitler, crear el Reich germánico. Son la condición necesaria, para que nuestra raza y nuestra sangre creen y cultiven, en los años de paz (durante los cuales debemos vivir y trabajar austeramente, frugalmente y como espartanos), esa área de asentamiento en la que la sangre nueva puede reproducirse, como en un jardín botánico, por así decirlo. Solo por este medio puede el continente convertirse en un continente germánico, capaz de atreverse a embarcarse, en una o dos o tres o cinco o diez generaciones, en el conflicto con este continente de Asia que arroja hordas de humanidad.

## Fin del proyecto del Nuevo Orden
Después de la decisiva derrota alemana en la Batalla de Stalingrado el 2 de febrero de 1943, Alemania se vio obligada a ponerse a la defensiva y ya no pudo seguir activamente la implementación del Nuevo Orden en la Unión Soviética, a pesar de que el genocidio contra judíos, romaníes y otras minorías continuó. Tras el fracaso posterior de la ofensiva de verano de 1943 para recuperar los territorios perdidos por los soviéticos a principios de ese año, la Wehrmacht ya no pudo montar un contraataque efectivo a gran escala en el Frente Oriental. En una discusión con Joseph Goebbels el 26 de octubre de 1943 Hitler opinó que Alemania debería concluir un armisticio temporal con la Unión Soviética y regresar a su frontera de 1941 en el este. Esto le daría a Alemania la oportunidad de derrotar primero a las fuerzas británicas en el oeste (no se mencionó la parte de los Estados Unidos en alianza) antes de reanudar una nueva guerra para el Lebensraum contra la Unión Soviética en un momento posterior. Hitler pensó que su futuro sucesor podría tener que llevar a cabo esta guerra posterior, ya que se creía demasiado viejo para entonces.
Al final de la guerra, después del fracaso de la ofensiva final de las Ardenas y el cruce aliado del Rin hacia la propia Alemania, Hitler esperaba que una victoria decisiva en el Frente Oriental podría preservar el régimen nazi, lo que resultaría en la Operación Despertar de Primavera. Él creía que, con la conclusión de un tratado de paz separado con la Unión Soviética, podría realizase una división de Polonia y dejar Hungría y Croacia (la primera todavía bajo ocupación alemana en ese momento, la segunda con un estado títere fascista croata) bajo control alemán. Hitler solo reconoció la inminente derrota de Alemania pocos días antes de su suicidio.